# معلومات مضللة حول فيروس كورونا في الولايات المتحدة
نشرت شخصيات عامة مختلفة معلومات مضللة تتعلق بجائحة كورونا، ومن بينهم مسؤولون في حكومة الولايات المتحدة. أصدرت إدارة ترامب على وجه الخصوص عددًا كبيرًا من التصريحات المضللة حول الجائحة. وجدت دراسة أجرتها جامعة كورنيل أن الرئيس الأمريكي السابق دونالد ترامب كان على الأرجح «المحرك الأكبر» لما يعرف بالوباء المعلوماتي للمعلومات المضللة حول كوفيد 19 في وسائل الإعلام الناطقة باللغة الإنجليزية، وقلل من أهمية الفيروس وروج للعقاقير غير المعتمدة. كما اتُهم آخرون بنشر معلومات مضللة، بما في ذلك وزير الخارجية الأمريكي مايك بومبيو، ودعم نظريات المؤامرة المتعلقة بأصل الفيروس، وأعضاء مجلس الشيوخ الأمريكي وعمدة مدينة نيويورك بيل دي بلازيو، الذين قللوا من أهمية الفيروس.

## إدارة ترامب
اتُهم رئيس الولايات المتحدة السابق دونالد ترامب وكبير مستشاريه الاقتصاديين لاري كودلو بنشر معلومات مضللة حول فيروس كورونا. في 25 فبراير، قال ترامب: «أعتقد أن الوضع برمته يستدعي العمل. نحن قريبون جدًا من اللقاح». في ذلك الوقت، كان فيروس كورونا المرتبط بالمتلازمة التنفسية الحادة الشديدة النوع 2 ينتشر في الولايات المتحدة دون اكتشافه منذ أسابيع، وكان تطوير اللقاح الجديد يتطلب ما لا يقل عن عام لإثبات السلامة والفعالية للحصول على الموافقة التنظيمية. في مقابلة مع شون هانيتي في 4 مارس، ادعى ترامب أيضًا أن معدل الوفيات الذي نشرته منظمة الصحة العالمية خاطئ، وأن معدل الوفيات الصحيح أقل من 1 في المئة، وقال: «حسنًا، أعتقد أن نسبة 3.4 في المئة هي رقم خاطئ حقًا –وهذا مجرد حدس- ولكن استنادًا إلى الكثير من المحادثات مع الكثير من الأشخاص، فإن من أصيب بالفيروس كان إصابته خفيفة جدًا وتعافى بسرعة كبيرة. حتى إنه لم يرَ طبيبًا. ولم يستدعِ طبيبًا. أنت لا تسمع عن هؤلاء الناس»، وأن التأثير المحتمل لتفشي المرض كان مبالغًا فيه بسبب تآمر الديمقراطيين ضده، وأنه من الآمن للأفراد المصابين الذهاب إلى العمل. في تغريدة لاحقة، نفى ترامب ادعاءاته بشأن ذهاب المصابين إلى العمل، على عكس لقطات المقابلة.
اتهم البيت الأبيض وسائل الإعلام بتعمد إثارة المخاوف من الفيروس لزعزعة استقرار الإدارة. ذكرت وكالة ستات نيوز أن «الرئيس ترامب وأعضاء إدارته قالوا إنهم قريبون من احتواء الولايات المتحدة للفيروس احتواءً تامًا، وأن الفيروس قاتل مثل الأنفلونزا الموسمية. تتراوح تصريحاتهم بين الكاذبة وغير المثبتة، وفي بعض الحالات، قللت من شأن التحديات التي يجب على مسؤولي الصحة العامة مواجهتها في التصدي للفيروس». وأثناء ادعائهم احتواء الفيروس، كان فيروس كورونا المرتبط بالمتلازمة التنفسية الحادة الشديدة النوع 2 قد تجاوز بالفعل الاحتواء، وأكِدت أول حالة انتشار للفيروس في المجتمع، وانتشر بشكل أسرع من فيروس كورونا المرتبط بالمتلازمة التنفسية الحادة الشديدة النوع 1، مع معدل إماتة للحالات لا يقل عن سبعة أضعاف معدل الإنفلونزا الموسمية.
قارن ترامب مرارًا وتكرارًا بين كوفيد-19 والإنفلونزا، على الرغم من حقيقة أن معدل وفيات كوفيد-19 يقدر بنحو عشرة أضعاف. في 26 فبراير قال: «هذه إنفلونزا. هذه مثل الإنفلونزا». في 9 مارس، قارن ترامب 546 حالة إصابة بكوفيد 19 في الولايات المتحدة في ذلك الوقت و22 حالة وفاة معروفة في ذلك الوقت بعشرات الآلاف من الوفيات الأمريكية بسبب الإنفلونزا سنويًا. في 24 مارس، قال ترامب: «نفقد الآلاف والآلاف من الناس سنويًا بسبب الأنفلونزا... لكننا لم نغلق البلاد أبدًا بسبب الأنفلونزا». في 27 مارس، قال: «يمكنك تسميتها إنفلونزا». في 31 مارس، غيّر ترامب موقفه: «إنها ليست الأنفلونزا... إنها شرسة... كنت أعرف كل شيء. كنت أعرف أنها قد تكون مروعة، وعرفت أنها قد تكون جيدة».

### مارس 2020
في 4 مارس ألقى ترامب اللوم على إدارة باراك أوباما لاتخاذها «القرار» الذي أدى إلى تأخير اختبار كوفيد-19 من قبل إدارة ترامب. ولم تُعدل إدارة أوباما السياسة المعنية قط، على الرغم من الخطط الرامية إلى القيام بذلك. تعود الجذور القانونية العامة للسياسة إلى عام 2004، قبل إدارة أوباما. تحت مظلة تصاريح الاستخدام في حالات الطوارئ، نصت السياسة القديمة على أن الاختبارات التي طوِرت في المختبر «لا ينبغي استخدامها للتشخيصات السريرية دون موافقة إدارة الغذاء والدواء الأمريكية أو تصريحها أو تفويضها أثناء إعلان الطوارئ». ومع ذلك، تعاملوا مع هذه السياسة تاريخيًا على أنها عبارة عن توصية وغير مطبقة عمومًا، مع عدم وجود سلطة قانونية واضحة لإدارة الغذاء والدواء في هذا المجال. استمرت إدارة ترامب في مطالبة المختبرات بالتقدم إلى إدارة الغذاء والدواء للموافقة عليها، بل وسمحت للمختبرات بالاختبار أثناء معالجة إدارة الغذاء والدواء الطلبات.
في 6 مارس، وعد ترامب بإتاحة اختبار كوفيد-19 في الولايات المتحدة، مدعيًا أن «أي شخص يريد الاختبار يمكنه الحصول عليه». أولًا، هناك معايير ضرورية للتأهل للاختبار، ويلزم تقديم توصيات من الأطباء أو المسؤولين الصحيين للموافقة على الاختبارات. ثانيًا، أدى نقص إمدادات الاختبار إلى حرمان البعض من إجراء الاختبارات على الرغم من رغبة الأطباء في اختبارها.
في 19 مارس ادعى ترامب كذبًا أن إدارة الغذاء والدواء قد وافقت على عقار الكلوروكين كعلاج لكوفيد-19. مما دفع إدارة الغذاء والدواء الأمريكية إلى القول إنها لم توافق على أي أدوية أو علاجات لكوفيد-19، ونصحت الناس بشدة بعدم أخذها خارج المستشفى أو التجارب السريرية، بسبب الآثار الجانبية المحتملة القاتلة. في حين زعم ترامب أننا «سنكون قادرين على توفير هذا الدواء على الفور تقريبًا»، قال رئيس إدارة الغذاء والدواء الأمريكية إن الدواء سيظل بحاجة إلى الاختبار في «تجربة سريرية عملية كبيرة» على الأشخاص المصابين بكوفيد-19. بينما روج ترامب للكلوروكين باعتباره «تغيير في قواعد اللعبة»، قال فاوتشي إن النتائج الإيجابية حتى الآن ما تزال تستند إلى أدلة متناقلة وليست أدلة «قاطعة» من التجارب السريرية. في إفادة صحفية لاحقة، منع ترامب فاوتشي من الإجابة على سؤال حول الدليل الطبي لفعالية هيدروكسي الكلوروكين. وأشار ترامب أيضًا إلى أن إعادة استخدام الأدوية الحالية لعلاج كوفيد-19 «آمن» و «لا يقتل الناس» (الكلوروكين هو شكل من أشكال علاج الملاريا، في حين أن مشتق هيدروكسي الكلوروكين هو شكل من أشكال علاج الذئبة أو التهاب المفاصل)، لكن أغلب الأدوية قد تتسبب في آثار جانبية. تشمل الآثار الجانبية الخطيرة المحتملة من الكلوروكين أو هيدروكسي الكلوروكين عدم انتظام ضربات القلب، والطنين، وضبابية الرؤية، والوهن العضلي أو «التغيرات العقلية». وثِقت الجرعات الزائدة من هذه العقاقير في الكتابات العلمية، بما في ذلك الجرعات الزائدة المميتة. زاد الطلب على الكلوروكين في لاغوس بنيجيريا بشكل حاد بعد تصريحات ترامب، حيث تناول ثلاثة أشخاص جرعة زائدة بحلول 23 مارس. توفي مهندس في ولاية أريزونا في الستينيات من عمره بعد تناوله منظف حوض للأسماك يحتوي على فوسفات الكلوروكين في كوكتيل فيتامين أعدته زوجته. صرحت الزوجة بأنها كانت تنوي علاج زوجها من فيروس كورونا بعد سماعها ترامب يروّج للفوائد المحتملة للكلوروكين خلال إحاطة إعلامية عامة.
في 21 مارس تصدى ترامب لنقص إمدادات أجهزة التنفس الاصطناعي في الولايات المتحدة، مدعيًا أن شركتي صناعة السيارات جنرال موتورز وفورد «تصنعهما الآن»، في الوقت الذي كانت فيه الشركتان لا تنتجان أجهزة تنفس اصطناعي، وكان عليهما تغيير قدرات الإنتاج لدى مصانعهما.